# Audi A6 Allroad Quattro

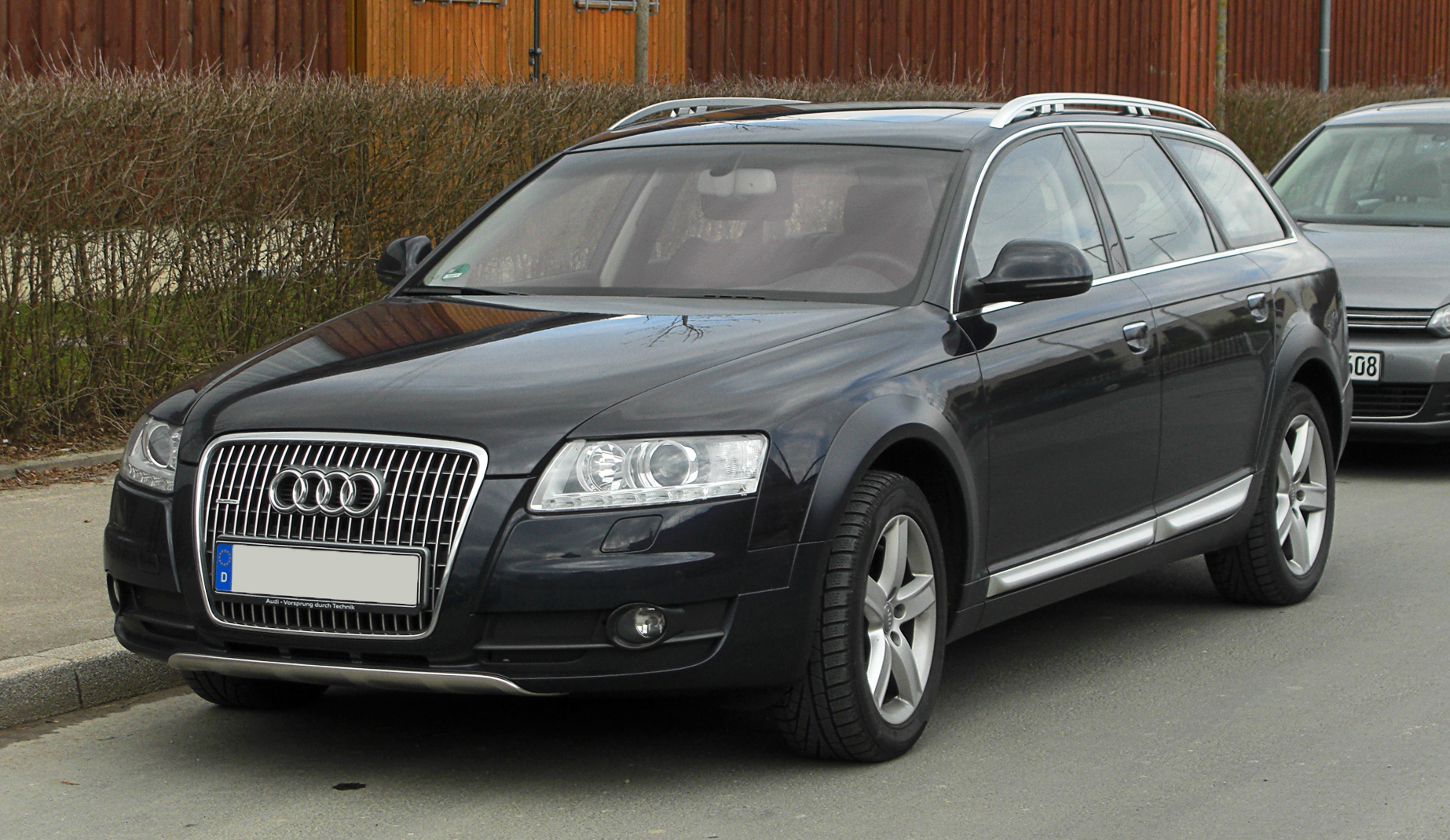
Audi A6 Allroad quattro (C6), 2006-2011

Audi A6 Allroad quattro presenterades år 2000 och denna version lades ned år 2005. Den grundade sig på A6 Avant. År 2006 kom en helt ny modell baserad sig på den nya Audi A6-modellen från 2005.

## 2000 års modell
Audi Allroad quattro Maj 2000-2005. Typ C5.
Bilens markfrigång kan göras högre genom ett luftfjädringssystem som är ställbart i fyra lägen. Chassit med bottenplattan är styvt och kraftigt dimensionerat, bland annat genom flera svetspunker och skyddsplåtar undertill. Stötfångarna är något kraftigare dimensionerade. Speciell manuell växellåda med lågväxel finns som tillval.
Det fanns flera olika motoralternativ, både diesel och bensin. Dieseln var V6-motor med 2,5 liters slagvolym kallad 2.5 TDI med antingen 163 hk och 350 Nm eller 180 hk och 370 Nm. Bensinversionen hade en V6-motor med 2,7 liters slagvolym kallad 2.7 biturbo eller en V8-motor på 4,2 liters slagvolym kallad 4.2.

## 2006 års modell
Audi Allroad quattro Sept. 2006-2008 Typ C6.  
I 2006 års modell var stötfångarna är inte kraftigare dimensionerade. Skärmkanterna i plast var inte integrerade i skärmarna som tidigare, utan endast påsnäppta på befintliga Audi A6-skärmar men kan som tillval lackeras i bilen färg. Extra skyddsplåtar undertill på bilen saknades nästan helt. Taket på den gamla 2000 års modell var lackerat i en tåligare färg; detta var inte fallet med den nya bilen. Lågväxeltillvalet fanns inte längre
Till den nya modellen fanns 2.7 TDI motor (180 HK), 3.0 TDI (231 HK), 3.2 V6 FSI (255HK) eller en 4.2 V8 FSI med 350 hk. 

## 2012 års modell
Audi A6 Allroad Quattro generation C7 lanserades 2012, med en starkt uppdaterad exteriör samt en distinkt ny interiör, och nya motorer. Endast 3 liters V6or fanns tillgängliga, men i olika former. Två singelturbomatade dieslar med 204 hk eller 262 hk och en V6 Biturbo med 320 hästkrafter. Dessa är direkt besläktade med VW Touareg's motoralternativ. Utöver detta fanns en 3 liters V6 bensinmotor, men denna var minst populär.
2015 undergick A6 C7 Allroad en facelift. Denna facelift tillförde nya LED Matrix strålkastare samt dynamiska blinkers. Utöver detta, fick dieselmotorerna en mild uppdatering. Nu med 218 respektive 272 hästkrafter.